# Georg Eiermann
Georg Eiermann (* 8. März 1935) ist ein ehemaliger deutscher Fußballspieler. In den 1950er Jahren spielte er in Gera und Stalinstadt Zweitligafußball.

## Sportliche Laufbahn
Als 18-Jähriger begann Eiermanns Karriere 1954 im Männerfußball bei der Betriebssportgemeinschaft BSG Wismut Gera. Am 19. Spieltag der Saison 1953/54 bestritt er als Mittelstürmer sein erstes Spiel in der zweitklassigen DDR-Liga. Auf dieser Position wurde er auch in den restlichen sieben Punktspielen eingesetzt und erzielte dabei vier Tore. In der Saison 1954/55 schoss Eiermann in den ersten sechs DDR-Liga-Spielen fünf Tore, die er wieder als Mittelstürmer erzielte. 
Am 9. Spieltag der Saison tauchte Eiermann als halblinker Stürmer beim DDR-Ligisten Stahl Stalinstadt auf. Nach vier Spieltagen Pause wurde er danach in allen 13 Rückrundenspielen in der DDR-Liga aufgeboten, wobei er in der Regel als Linksaußenstürmer antrat. Viermal war er als Torschütze erfolgreich. Infolge einer Ligareform, mit der die DDR-Liga auf eine Staffel reduziert wurde, wurde die BSG Stahl ab 1955 in die neu geschaffene II. DDR-Liga eingestuft. Eiermann gehörte weiter zum Kader, mit dem er zunächst im Herbst 1955 die Übergangsrunde zur Umstellung auf das Kalenderjahr-System bestritt. In der regulären Spielzeit 1956 bestritt Eiermann 23 der 26 Punktspiele, in denen er hauptsächlich als halblinker Stürmer agierte. Mit seinen zwölf Treffern wurde er zum Torschützenkönig seiner Mannschaft und war damit auch ein wesentlicher Garant für den Aufstieg in die I. DDR-Liga. Nun wieder zweitklassig spielend, kam Eiermann 1957 auf 23 Einsätze bei 26 Punktspielen. Diesmal wurde er in der Regel als Linksaußenstürmer eingesetzt und wurde mit acht Treffern zweitbester Schütze der BSG Stahl. 
Nach seiner dritten Saison in der zweitklassigen DDR-Liga verschwand Georg Eiermann aus unbekannten Gründen im Alter von 22 Jahren aus dem höherklassigen Fußball.